# Interlands Colombiaans voetbalelftal 2020-2029
Deze pagina toont een chronologisch en gedetailleerd overzicht van de interlands die het Colombiaans voetbalelftal speelt en heeft gespeeld in de periode 2020 – 2029.

## Interlands

### 2020
|                                                                           |                                                    |       |           | |
| 9 oktober WK 2022 kwalificatie № 580 «onderlinge duels» 18:30 uur (UTC−5) | Colombia                                           | 3 – 0 | Venezuela | Estadio Metropolitano Roberto Meléndez, Barranquilla Toeschouwers: 0 Scheidsrechter: Guillermo Guerrero (ECU) |
| 9 oktober WK 2022 kwalificatie № 580 «onderlinge duels» 18:30 uur (UTC−5) | Duván Zapata 16' Luis Muriel 26' Luis Muriel 45+3' |       |           | Estadio Metropolitano Roberto Meléndez, Barranquilla Toeschouwers: 0 Scheidsrechter: Guillermo Guerrero (ECU) |

|                                                                            |                                            |       |                                         |                                                                                |
| 13 oktober WK 2022 kwalificatie № 581 «onderlinge duels» 21:30 uur (UTC−3) | Chili                                      | 2 – 2 | Colombia                                | Estadio Nacional, Santiago Toeschouwers: 0 Scheidsrechter: Darío Herrera (ARG) |
| 13 oktober WK 2022 kwalificatie № 581 «onderlinge duels» 21:30 uur (UTC−3) | Arturo Vidal 37' (pen.) Alexis Sánchez 41' |       | 6' Jefferson Lerma 90+1' Radamel Falcao | Estadio Nacional, Santiago Toeschouwers: 0 Scheidsrechter: Darío Herrera (ARG) |

|                                                                             |          |                                                           |         | |
| 13 november WK 2022 kwalificatie № 582 «onderlinge duels» 15:30 uur (UTC−5) | Colombia | 0 – 3                                                     | Uruguay | Estadio Metropolitano Roberto Meléndez, Barranquilla Toeschouwers: 0 Scheidsrechter: Fernando Rapallini (ARG) |
| 13 november WK 2022 kwalificatie № 582 «onderlinge duels» 15:30 uur (UTC−5) |          | 5' Edinson Cavani 54' (pen.) Luis Suárez 73' Darwin Núñez |         | Estadio Metropolitano Roberto Meléndez, Barranquilla Toeschouwers: 0 Scheidsrechter: Fernando Rapallini (ARG) |

|                                                                             | |       |                              |                                                                                           |
| 17 november WK 2022 kwalificatie № 583 «onderlinge duels» 16:00 uur (UTC−5) | Ecuador | 6 – 1 | Colombia                     | Estadio Rodrigo Paz Delgado, Quito Toeschouwers: 0 Scheidsrechter: Jesús Valenzuela (VEN) |
| 17 november WK 2022 kwalificatie № 583 «onderlinge duels» 16:00 uur (UTC−5) | Robert Arboleda 7' Ángel Mena 9' Michael Estrada 32' Xavier Arreaga 39' Gonzalo Plata 78' Pervis Estupiñán 90+1' |       | 45+1' (pen.) James Rodríguez | Estadio Rodrigo Paz Delgado, Quito Toeschouwers: 0 Scheidsrechter: Jesús Valenzuela (VEN) |

### 2021
|                                                                        |      |                                               |          |                                                                                     |
| 3 juni WK 2022 kwalificatie № 584 «onderlinge duels» 21:00 uur (UTC−5) | Peru | 0 – 3                                         | Colombia | Estadio Nacional, Lima Toeschouwers: 0 Scheidsrechter: Wilton Pereira Sampaio (BRA) |
| 3 juni WK 2022 kwalificatie № 584 «onderlinge duels» 21:00 uur (UTC−5) |      | 40' Yerry Mina 49' Mateus Uribe 55' Luis Díaz |          | Estadio Nacional, Lima Toeschouwers: 0 Scheidsrechter: Wilton Pereira Sampaio (BRA) |

|                                                                        |                                           |       |                                       | |
| 8 juni WK 2022 kwalificatie № 585 «onderlinge duels» 18:00 uur (UTC−5) | Colombia                                  | 2 – 2 | Argentinië                            | Estadio Metropolitano Roberto Meléndez, Barranquilla Toeschouwers: 10.000 Scheidsrechter: Roberto Tobar (CHI) |
| 8 juni WK 2022 kwalificatie № 585 «onderlinge duels» 18:00 uur (UTC−5) | Luis Muriel 51' (pen.) Miguel Borja 90+4' |       | 3' Cristian Romero 8' Leandro Paredes | Estadio Metropolitano Roberto Meléndez, Barranquilla Toeschouwers: 10.000 Scheidsrechter: Roberto Tobar (CHI) |

| Copa América 2021 |
| ----------------- |

|                                                                              |                   |       |         |                                                                            |
| 13 juni Copa América 2021 Groep B № 586 «onderlinge duels» 20:00 uur (UTC−4) | Colombia          | 1 – 0 | Ecuador | Arena Pantanal, Cuiabá Toeschouwers: 0 Scheidsrechter: Néstor Pitana (ARG) |
| 13 juni Copa América 2021 Groep B № 586 «onderlinge duels» 20:00 uur (UTC−4) | Edwin Cardona 42' |       |         | Arena Pantanal, Cuiabá Toeschouwers: 0 Scheidsrechter: Néstor Pitana (ARG) |

|                                                                              |          |       |           |                                                                                            |
| 17 juni Copa América 2021 Groep B № 587 «onderlinge duels» 18:00 uur (UTC−3) | Colombia | 0 – 0 | Venezuela | Estádio Olímpico Pedro Ludovico, Goiânia Toeschouwers: 0 Scheidsrechter: Eber Aquino (PAR) |
| 17 juni Copa América 2021 Groep B № 587 «onderlinge duels» 18:00 uur (UTC−3) |          |       |           | Estádio Olímpico Pedro Ludovico, Goiânia Toeschouwers: 0 Scheidsrechter: Eber Aquino (PAR) |

|                                                                              |                         |       |                                       |                                                                                                 |
| 20 juni Copa América 2021 Groep B № 588 «onderlinge duels» 21:00 uur (UTC−3) | Colombia                | 1 – 2 | Peru                                  | Estádio Olímpico Pedro Ludovico, Goiânia Toeschouwers: 0 Scheidsrechter: Esteban Ostojich (URU) |
| 20 juni Copa América 2021 Groep B № 588 «onderlinge duels» 21:00 uur (UTC−3) | Miguel Borja 53' (pen.) |       | 17' Sergio Peña 64' (e.d.) Yerry Mina | Estádio Olímpico Pedro Ludovico, Goiânia Toeschouwers: 0 Scheidsrechter: Esteban Ostojich (URU) |

|                                                                              |                                     |       |               | |
| 23 juni Copa América 2021 Groep B № 589 «onderlinge duels» 21:00 uur (UTC−3) | Brazilië                            | 2 – 1 | Colombia      | Olympisch Stadion Nilton Santos, Rio de Janeiro Toeschouwers: 0 Scheidsrechter: Néstor Pitana (ARG) |
| 23 juni Copa América 2021 Groep B № 589 «onderlinge duels» 21:00 uur (UTC−3) | Roberto Firmino 78' Casemiro 90+10' |       | 10' Luis Díaz | Olympisch Stadion Nilton Santos, Rio de Janeiro Toeschouwers: 0 Scheidsrechter: Néstor Pitana (ARG) |

|                                                                                 |                                                                   |              |                                                       |                                                                                                |
| 3 juli Copa América 2021 Kwartfinale № 590 «onderlinge duels» 19:00 uur (UTC−3) | Uruguay                                                           | 0 – 0 (n.v.) | Colombia                                              | Estádio Nacional de Brasília, Brasilia Toeschouwers: 0 Scheidsrechter: Jesús Gil Manzano (ESP) |
| 3 juli Copa América 2021 Kwartfinale № 590 «onderlinge duels» 19:00 uur (UTC−3) |                                                                   |              |                                                       | Estádio Nacional de Brasília, Brasilia Toeschouwers: 0 Scheidsrechter: Jesús Gil Manzano (ESP) |
| 3 juli Copa América 2021 Kwartfinale № 590 «onderlinge duels» 19:00 uur (UTC−3) | Strafschoppen                                                     |              |                                                       | Estádio Nacional de Brasília, Brasilia Toeschouwers: 0 Scheidsrechter: Jesús Gil Manzano (ESP) |
| 3 juli Copa América 2021 Kwartfinale № 590 «onderlinge duels» 19:00 uur (UTC−3) | Edinson Cavani José María Giménez Luis Alberto Suárez Matías Viña | 2 – 4        | Duván Zapata Davinson Sánchez Yerry Mina Miguel Borja | Estádio Nacional de Brasília, Brasilia Toeschouwers: 0 Scheidsrechter: Jesús Gil Manzano (ESP) |

|                                                                                  |                                                               |              |                                                                      |                                                                                               |
| 6 juli Copa América 2021 Halve finale № 591 «onderlinge duels» 22:00 uur (UTC−3) | Argentinië                                                    | 1 – 1 (n.v.) | Colombia                                                             | Estádio Nacional de Brasília, Brasilia Toeschouwers: 0 Scheidsrechter: Jesús Valenzuela (VEN) |
| 6 juli Copa América 2021 Halve finale № 591 «onderlinge duels» 22:00 uur (UTC−3) | Lautaro Martínez 7'                                           |              | 61' Luis Díaz                                                        | Estádio Nacional de Brasília, Brasilia Toeschouwers: 0 Scheidsrechter: Jesús Valenzuela (VEN) |
| 6 juli Copa América 2021 Halve finale № 591 «onderlinge duels» 22:00 uur (UTC−3) | Strafschoppen                                                 |              |                                                                      | Estádio Nacional de Brasília, Brasilia Toeschouwers: 0 Scheidsrechter: Jesús Valenzuela (VEN) |
| 6 juli Copa América 2021 Halve finale № 591 «onderlinge duels» 22:00 uur (UTC−3) | Lionel Messi Rodrigo De Paul Leandro Paredes Lautaro Martínez | 3 – 2        | Juan Cuadrado Davinson Sánchez Yerry Mina Miguel Borja Edwin Cardona | Estádio Nacional de Brasília, Brasilia Toeschouwers: 0 Scheidsrechter: Jesús Valenzuela (VEN) |

|                                                                                  |                                                 |       |                                          |                                                                                            |
| 9 juli Copa América 2021 Troostfinale № 592 «onderlinge duels» 21:00 uur (UTC−3) | Colombia                                        | 3 – 2 | Peru                                     | Estádio Nacional de Brasília, Brasilia Toeschouwers: 0 Scheidsrechter: Raphael Claus (BRA) |
| 9 juli Copa América 2021 Troostfinale № 592 «onderlinge duels» 21:00 uur (UTC−3) | Juan Cuadrado 49' Luis Díaz 66' Luis Díaz 90+4' |       | 45' Yoshimar Yotún 82' Gianluca Lapadula | Estádio Nacional de Brasília, Brasilia Toeschouwers: 0 Scheidsrechter: Raphael Claus (BRA) |

|  |  |  |  |  |  |  |  |  |

|                                                                             |                      |       |                    |                                                                                          |
| 2 september WK 2022 kwalificatie № 593 «onderlinge duels» 16:00 uur (UTC−4) | Bolivia              | 1 – 1 | Colombia           | Estadio Hernando Siles, La Paz Toeschouwers: 15.000 Scheidsrechter: Alexis Herrera (VEN) |
| 2 september WK 2022 kwalificatie № 593 «onderlinge duels» 16:00 uur (UTC−4) | Fernando Saucedo 83' |       | 69' Roger Martínez | Estadio Hernando Siles, La Paz Toeschouwers: 15.000 Scheidsrechter: Alexis Herrera (VEN) |

|                                                                             |                      |       |                          |                                                                                                |
| 5 september WK 2022 kwalificatie № 594 «onderlinge duels» 18:00 uur (UTC−4) | Paraguay             | 1 – 1 | Colombia                 | Estadio Defensores del Chaco, Asuncion Toeschouwers: 7.000 Scheidsrechter: Raphael Claus (BRA) |
| 5 september WK 2022 kwalificatie № 594 «onderlinge duels» 18:00 uur (UTC−4) | Antonio Sanabria 40' |       | 53' (pen.) Juan Cuadrado | Estadio Defensores del Chaco, Asuncion Toeschouwers: 7.000 Scheidsrechter: Raphael Claus (BRA) |

|                                                                             |                                                        |       |                  | |
| 9 september WK 2022 kwalificatie № 595 «onderlinge duels» 18:00 uur (UTC−5) | Colombia                                               | 3 – 1 | Chili            | Estadio Metropolitano Roberto Meléndez, Barranquilla Toeschouwers: 23.500 Scheidsrechter: Andrés Cunha (URU) |
| 9 september WK 2022 kwalificatie № 595 «onderlinge duels» 18:00 uur (UTC−5) | Miguel Borja 19' (pen.) Miguel Borja 20' Luis Díaz 74' |       | 56' Jean Meneses | Estadio Metropolitano Roberto Meléndez, Barranquilla Toeschouwers: 23.500 Scheidsrechter: Andrés Cunha (URU) |

|                                                                           |         |       |          | |
| 7 oktober WK 2022 kwalificatie № 596 «onderlinge duels» 20:00 uur (UTC−3) | Uruguay | 0 – 0 | Colombia | Estadio Gran Parque Central, Montevideo Toeschouwers: 18.000 Scheidsrechter: Jesús Valenzuela (VEN) |
| 7 oktober WK 2022 kwalificatie № 596 «onderlinge duels» 20:00 uur (UTC−3) |         |       |          | Estadio Gran Parque Central, Montevideo Toeschouwers: 18.000 Scheidsrechter: Jesús Valenzuela (VEN) |

|                                                                            |          |       |          | |
| 10 oktober WK 2022 kwalificatie № 597 «onderlinge duels» 16:00 uur (UTC−5) | Colombia | 0 – 0 | Brazilië | Estadio Metropolitano Roberto Meléndez, Barranquilla Toeschouwers: 35.000 Scheidsrechter: Patricio Loustau (ARG) |
| 10 oktober WK 2022 kwalificatie № 597 «onderlinge duels» 16:00 uur (UTC−5) |          |       |          | Estadio Metropolitano Roberto Meléndez, Barranquilla Toeschouwers: 35.000 Scheidsrechter: Patricio Loustau (ARG) |

|                                                                            |          |       |         | |
| 14 oktober WK 2022 kwalificatie № 598 «onderlinge duels» 16:00 uur (UTC−5) | Colombia | 0 – 0 | Ecuador | Estadio Metropolitano Roberto Meléndez, Barranquilla Toeschouwers: 35.000 Scheidsrechter: Diego Haro (PER) |
| 14 oktober WK 2022 kwalificatie № 598 «onderlinge duels» 16:00 uur (UTC−5) |          |       |         | Estadio Metropolitano Roberto Meléndez, Barranquilla Toeschouwers: 35.000 Scheidsrechter: Diego Haro (PER) |

|                                                                             |                   |       |          |                                                                                       |
| 11 november WK 2022 kwalificatie № 599 «onderlinge duels» 21:30 uur (UTC−3) | Brazilië          | 1 – 0 | Colombia | Neo Química Arena, São Paulo Toeschouwers: 22.800 Scheidsrechter: Roberto Tobar (CHI) |
| 11 november WK 2022 kwalificatie № 599 «onderlinge duels» 21:30 uur (UTC−3) | Lucas Paquetá 72' |       |          | Neo Química Arena, São Paulo Toeschouwers: 22.800 Scheidsrechter: Roberto Tobar (CHI) |

|                                                                             |          |       |          | |
| 16 november WK 2022 kwalificatie № 600 «onderlinge duels» 18:00 uur (UTC−5) | Colombia | 0 – 0 | Paraguay | Estadio Metropolitano Roberto Meléndez, Barranquilla Toeschouwers: 44.000 Scheidsrechter: Facundo Tello (ARG) |
| 16 november WK 2022 kwalificatie № 600 «onderlinge duels» 18:00 uur (UTC−5) |          |       |          | Estadio Metropolitano Roberto Meléndez, Barranquilla Toeschouwers: 44.000 Scheidsrechter: Facundo Tello (ARG) |

### 2022
|                                                                         |                                                |       |                           |                                                                                         |
| 16 januari Vriendschappelijk № 601 «onderlinge duels» 17:30 uur (UTC−5) | Colombia                                       | 2 – 1 | Honduras                  | DRV PNK Stadium, Fort Lauderdale Toeschouwers: 10.000 Scheidsrechter: David Gómez (CRC) |
| 16 januari Vriendschappelijk № 601 «onderlinge duels» 17:30 uur (UTC−5) | Juan Fernando Quintero 10' Andrés Colorado 67' |       | 53' (pen.) Kervin Arriaga | DRV PNK Stadium, Fort Lauderdale Toeschouwers: 10.000 Scheidsrechter: David Gómez (CRC) |

|                                                                            |          |                   |      | |
| 27 januari WK 2022 kwalificatie № 602 «onderlinge duels» 16:00 uur (UTC−5) | Colombia | 0 – 1             | Peru | Estadio Metropolitano Roberto Meléndez, Barranquilla Toeschouwers: 41.000 Scheidsrechter: Jesús Valenzuela (VEN) |
| 27 januari WK 2022 kwalificatie № 602 «onderlinge duels» 16:00 uur (UTC−5) |          | 85' Edison Flores |      | Estadio Metropolitano Roberto Meléndez, Barranquilla Toeschouwers: 41.000 Scheidsrechter: Jesús Valenzuela (VEN) |

|                                                                            |                      |       |          |                                                                                                |
| 1 februari WK 2022 kwalificatie № 603 «onderlinge duels» 20:30 uur (UTC−3) | Argentinië           | 1 – 0 | Colombia | Estadio Mario Alberto Kempes, Córdoba Toeschouwers: 50.000 Scheidsrechter: Raphael Claus (BRA) |
| 1 februari WK 2022 kwalificatie № 603 «onderlinge duels» 20:30 uur (UTC−3) | Lautaro Martínez 29' |       |          | Estadio Mario Alberto Kempes, Córdoba Toeschouwers: 50.000 Scheidsrechter: Raphael Claus (BRA) |

|                                                                          |                                                 |       |         | |
| 24 maart WK 2022 kwalificatie № 604 «onderlinge duels» 18:30 uur (UTC−5) | Colombia                                        | 3 – 0 | Bolivia | Estadio Metropolitano Roberto Meléndez, Barranquilla Toeschouwers: 25.000 Scheidsrechter: Facundo Tello (ARG) |
| 24 maart WK 2022 kwalificatie № 604 «onderlinge duels» 18:30 uur (UTC−5) | Luis Díaz 39' Miguel Borja 72' Mateus Uribe 90' |       |         | Estadio Metropolitano Roberto Meléndez, Barranquilla Toeschouwers: 25.000 Scheidsrechter: Facundo Tello (ARG) |

|                                                                          |           |                              |          |                                                                                     |
| 29 maart WK 2022 kwalificatie № 605 «onderlinge duels» 19:30 uur (UTC−4) | Venezuela | 0 – 1                        | Colombia | Polideportivo Cachamay, Ciudad Guayana Scheidsrechter: Wilton Pereira Sampaio (BRA) |
| 29 maart WK 2022 kwalificatie № 605 «onderlinge duels» 19:30 uur (UTC−4) |           | 45+4' (pen.) James Rodríguez |          | Polideportivo Cachamay, Ciudad Guayana Scheidsrechter: Wilton Pereira Sampaio (BRA) |

|                                                                     |               |                        |          |                                                                                                |
| 5 juni Vriendschappelijk № 606 «onderlinge duels» 19:00 uur (UTC+2) | Saoedi-Arabië | 0 – 1                  | Colombia | Estadio Enrique Roca de Murcia, Murcia Toeschouwers: 2.000 Scheidsrechter: Jason Barcelo (GIB) |
| 5 juni Vriendschappelijk № 606 «onderlinge duels» 19:00 uur (UTC+2) |               | 9' Rafael Santos Borré |          | Estadio Enrique Roca de Murcia, Murcia Toeschouwers: 2.000 Scheidsrechter: Jason Barcelo (GIB) |

|                                                                           |                                                                                    |       |                  |                                                                                   |
| 24 september Vriendschappelijk № 607 «onderlinge duels» 20:00 uur (UTC−4) | Colombia                                                                           | 4 – 1 | Guatemala        | Red Bull Arena, Harrison Toeschouwers: 20.000 Scheidsrechter: Óscar Moncada (HON) |
| 24 september Vriendschappelijk № 607 «onderlinge duels» 20:00 uur (UTC−4) | James Rodríguez 40' Luis Sinisterra 57' Rafael Santos Borré 76' Yáser Asprilla 89' |       | 90' Oscar Santis | Red Bull Arena, Harrison Toeschouwers: 20.000 Scheidsrechter: Óscar Moncada (HON) |

|                                                                           |                                           |       |                                                            |                                                                                     |
| 27 september Vriendschappelijk № 608 «onderlinge duels» 18:00 uur (UTC−7) | Mexico                                    | 2 – 3 | Colombia                                                   | Levi's Stadium, Santa Clara Toeschouwers: 67.311 Scheidsrechter: Nima Saghafi (USA) |
| 27 september Vriendschappelijk № 608 «onderlinge duels» 18:00 uur (UTC−7) | Alexis Vega 6' (pen.) Gerardo Arteaga 29' |       | 49' Luis Sinisterra 52' Luis Sinisterra 68' Wílmar Barrios | Levi's Stadium, Santa Clara Toeschouwers: 67.311 Scheidsrechter: Nima Saghafi (USA) |

|                                                                          |                                         |       |          |                                                                                            |
| 19 november Vriendschappelijk № 609 «onderlinge duels» 20:20 uur (UTC−5) | Colombia                                | 2 – 0 | Paraguay | DRV PNK Stadium, Fort Lauderdale Toeschouwers: 15.237 Scheidsrechter: Rubiel Vazquez (USA) |
| 19 november Vriendschappelijk № 609 «onderlinge duels» 20:20 uur (UTC−5) | Davinson Sánchez 14' Radamel Falcao 76' |       |          | DRV PNK Stadium, Fort Lauderdale Toeschouwers: 15.237 Scheidsrechter: Rubiel Vazquez (USA) |

### 2023
|                                                                         |                  |       |          |                                                                                             |
| 28 januari Vriendschappelijk № 610 «onderlinge duels» 16:30 uur (UTC−8) | Verenigde Staten | 0 – 0 | Colombia | Dignity Health Sports Park, Carson Toeschouwers: 27.000 Scheidsrechter: Said Martínez (HON) |
| 28 januari Vriendschappelijk № 610 «onderlinge duels» 16:30 uur (UTC−8) |                  |       |          | Dignity Health Sports Park, Carson Toeschouwers: 27.000 Scheidsrechter: Said Martínez (HON) |

|                                                                       |                                       |       |                                         |                                                                                  |
| 24 maart Vriendschappelijk № 611 «onderlinge duels» 20:00 uur (UTC+9) | Zuid-Korea                            | 2 – 2 | Colombia                                | Ulsan Munsustadion, Ulsan Toeschouwers: 35.727 Scheidsrechter: Jumpei Iida (JPN) |
| 24 maart Vriendschappelijk № 611 «onderlinge duels» 20:00 uur (UTC+9) | Son Heung-min 10' Son Heung-min 45+2' |       | 46' James Rodríguez 49' Jorge Carrascal | Ulsan Munsustadion, Ulsan Toeschouwers: 35.727 Scheidsrechter: Jumpei Iida (JPN) |

|                                                                       |                 |       |                                        | |
| 28 maart Vriendschappelijk № 612 «onderlinge duels» 19:20 uur (UTC+9) | Japan           | 1 – 2 | Colombia                               | Yodoko Sakurastadion, Osaka Toeschouwers: 20.005 Scheidsrechter: Muhammad Taqi (SIN) Video-assistent: Kim Jong-hyeok (KOR) |
| 28 maart Vriendschappelijk № 612 «onderlinge duels» 19:20 uur (UTC+9) | Kaoru Mitoma 3' |       | 33' Jhon Durán 61' Rafael Santos Borré | Yodoko Sakurastadion, Osaka Toeschouwers: 20.005 Scheidsrechter: Muhammad Taqi (SIN) Video-assistent: Kim Jong-hyeok (KOR) |

|                                                                      |                     |       |      |                                                                                       |
| 16 juni Vriendschappelijk № 613 «onderlinge duels» 21:00 uur (UTC+2) | Colombia            | 1 – 0 | Irak | Estadio Mestalla, Valencia Toeschouwers: 15.000 Scheidsrechter: Miguel Nogueira (POR) |
| 16 juni Vriendschappelijk № 613 «onderlinge duels» 21:00 uur (UTC+2) | Mateo Cassierra 76' |       |      | Estadio Mestalla, Valencia Toeschouwers: 15.000 Scheidsrechter: Miguel Nogueira (POR) |

|                                                                      |           |                                        |          | |
| 20 juni Vriendschappelijk № 614 «onderlinge duels» 20:45 uur (UTC+2) | Duitsland | 0 – 2                                  | Colombia | Veltins-Arena, Gelsenkirchen Toeschouwers: 50.421 Scheidsrechter: Halil Umut Meler (TUR) Video-assistent: Mete Kalkavan (TUR) |
| 20 juni Vriendschappelijk № 614 «onderlinge duels» 20:45 uur (UTC+2) |           | 54' Luis Díaz 81' (pen.) Juan Cuadrado |          | Veltins-Arena, Gelsenkirchen Toeschouwers: 50.421 Scheidsrechter: Halil Umut Meler (TUR) Video-assistent: Mete Kalkavan (TUR) |

|                                                                             |                         |       |           | |
| 7 september WK 2026 kwalificatie № 615 «onderlinge duels» 18:00 uur (UTC−5) | Colombia                | 1 – 0 | Venezuela | Estadio Metropolitano Roberto Meléndez, Barranquilla Toeschouwers: 43.084 Scheidsrechter: Anderson Daronco (BRA) |
| 7 september WK 2026 kwalificatie № 615 «onderlinge duels» 18:00 uur (UTC−5) | Rafael Santos Borré 46' |       |           | Estadio Metropolitano Roberto Meléndez, Barranquilla Toeschouwers: 43.084 Scheidsrechter: Anderson Daronco (BRA) |

|                                                                              |       |       |          | |
| 12 september WK 2026 kwalificatie № 616 «onderlinge duels» 21:30 uur (UTC−3) | Chili | 0 – 0 | Colombia | Estadio Monumental David Arellano, Santiago Toeschouwers: 37.081 Scheidsrechter: Jesús Valenzuela (VEN) |
| 12 september WK 2026 kwalificatie № 616 «onderlinge duels» 21:30 uur (UTC−3) |       |       |          | Estadio Monumental David Arellano, Santiago Toeschouwers: 37.081 Scheidsrechter: Jesús Valenzuela (VEN) |

|                                                                            |                                      |       |                                               | |
| 12 oktober WK 2026 kwalificatie № 617 «onderlinge duels» 15:30 uur (UTC−5) | Colombia                             | 2 – 2 | Uruguay                                       | Estadio Metropolitano Roberto Meléndez, Barranquilla Toeschouwers: 43.915 Scheidsrechter: Piero Maza (CHI) |
| 12 oktober WK 2026 kwalificatie № 617 «onderlinge duels» 15:30 uur (UTC−5) | James Rodríguez 35' Mateus Uribe 52' |       | 47' Mathías Olivera 90+1' (pen.) Darwin Núñez | Estadio Metropolitano Roberto Meléndez, Barranquilla Toeschouwers: 43.915 Scheidsrechter: Piero Maza (CHI) |

|                                                                            |         |       |          |                                                                                             |
| 17 oktober WK 2026 kwalificatie № 618 «onderlinge duels» 18:30 uur (UTC−5) | Ecuador | 0 – 0 | Colombia | Estadio Rodrigo Paz Delgado, Quito Toeschouwers: 38.702 Scheidsrechter: Facundo Tello (ARG) |
| 17 oktober WK 2026 kwalificatie № 618 «onderlinge duels» 18:30 uur (UTC−5) |         |       |          | Estadio Rodrigo Paz Delgado, Quito Toeschouwers: 38.702 Scheidsrechter: Facundo Tello (ARG) |

|                                                                             |                             |       |                       | |
| 16 november WK 2026 kwalificatie № 619 «onderlinge duels» 19:00 uur (UTC−5) | Colombia                    | 2 – 1 | Brazilië              | Estadio Metropolitano Roberto Meléndez, Barranquilla Toeschouwers: 44.604 Scheidsrechter: Andrés Matonte (URU) |
| 16 november WK 2026 kwalificatie № 619 «onderlinge duels» 19:00 uur (UTC−5) | Luis Díaz 75' Luis Díaz 79' |       | 4' Gabriel Martinelli | Estadio Metropolitano Roberto Meléndez, Barranquilla Toeschouwers: 44.604 Scheidsrechter: Andrés Matonte (URU) |

|                                                                             |          |                                |          | |
| 21 november WK 2026 kwalificatie № 620 «onderlinge duels» 20:00 uur (UTC−3) | Paraguay | 0 – 1                          | Colombia | Estadio Defensores del Chaco, Asuncion Toeschouwers: 25.190 Scheidsrechter: Jesús Valenzuela (VEN) |
| 21 november WK 2026 kwalificatie № 620 «onderlinge duels» 20:00 uur (UTC−3) |          | 11' (pen.) Rafael Santos Borré |          | Estadio Defensores del Chaco, Asuncion Toeschouwers: 25.190 Scheidsrechter: Jesús Valenzuela (VEN) |

|                                                                          |                         |       |           |                                                                                            |
| 10 december Vriendschappelijk № 621 «onderlinge duels» 18:30 uur (UTC−5) | Colombia                | 1 – 0 | Venezuela | DRV PNK Stadium, Fort Lauderdale Toeschouwers: 15.000 Scheidsrechter: Rubiel Vazquez (USA) |
| 10 december Vriendschappelijk № 621 «onderlinge duels» 18:30 uur (UTC−5) | Andrés Ferro 41' (e.d.) |       |           | DRV PNK Stadium, Fort Lauderdale Toeschouwers: 15.000 Scheidsrechter: Rubiel Vazquez (USA) |

|                                                                          |                                       |       |                                                        | |
| 16 december Vriendschappelijk № 622 «onderlinge duels» 16:00 uur (UTC−8) | Mexico                                | 2 – 3 | Colombia                                               | Los Angeles Memorial Coliseum, Los Angeles Toeschouwers: 64.609 Scheidsrechter: Victor Rivas (USA) |
| 16 december Vriendschappelijk № 622 «onderlinge duels» 16:00 uur (UTC−8) | Omar Govea 40' Guillermo Martínez 50' |       | 55' Andrés Reyes 69' Roger Martínez 90+2' Andrés Gomez | Los Angeles Memorial Coliseum, Los Angeles Toeschouwers: 64.609 Scheidsrechter: Victor Rivas (USA) |

### 2024
|                                                                     |        |                  |          |                                                                                  |
| 22 maart Vriendschappelijk № 623 «onderlinge duels» 20:30 uur (UTC) | Spanje | 0 – 1            | Colombia | London Stadium, Londen Toeschouwers: 43.267 Scheidsrechter: Michael Oliver (ENG) |
| 22 maart Vriendschappelijk № 623 «onderlinge duels» 20:30 uur (UTC) |        | 61' Daniel Muñoz |          | London Stadium, Londen Toeschouwers: 43.267 Scheidsrechter: Michael Oliver (ENG) |

|                                                                       |                                                   |       |                                    |                                                                                               |
| 26 maart Vriendschappelijk № 624 «onderlinge duels» 20:30 uur (UTC+1) | Colombia                                          | 3 – 2 | Roemenië                           | Estadio Metropolitano, Madrid Toeschouwers: 35.940 Scheidsrechter: Alejandro Muñiz Ruiz (ESP) |
| 26 maart Vriendschappelijk № 624 «onderlinge duels» 20:30 uur (UTC+1) | Jhon Córdoba 6' Jhon Arias 36' Yáser Asprilla 80' |       | 84' Ianis Hagi 90+4' Florin Tănase | Estadio Metropolitano, Madrid Toeschouwers: 35.940 Scheidsrechter: Alejandro Muñiz Ruiz (ESP) |

|                                                                     |                  |       |                                                                                                |                                                                                          |
| 8 juni Vriendschappelijk № 625 «onderlinge duels» 17:30 uur (UTC−4) | Verenigde Staten | 1 – 5 | Colombia                                                                                       | Commanders Field, Landover Toeschouwers: 55.494 Scheidsrechter: Fernando Hernández (MEX) |
| 8 juni Vriendschappelijk № 625 «onderlinge duels» 17:30 uur (UTC−4) | Timothy Weah 58' |       | 6' Jhon Arias 19' Rafael Santos Borré 77' Richard Ríos 85' Jorge Carrascal 88' Luis Sinisterra | Commanders Field, Landover Toeschouwers: 55.494 Scheidsrechter: Fernando Hernández (MEX) |

|                                                                      |                                              |       |         |                                                                                                   |
| 15 juni Vriendschappelijk № 626 «onderlinge duels» 17:00 uur (UTC−4) | Colombia                                     | 3 – 0 | Bolivia | Pratt & Whitney Stadium, East Hartford Toeschouwers: 40.000 Scheidsrechter: Daniel Quintero (MEX) |
| 15 juni Vriendschappelijk № 626 «onderlinge duels» 17:00 uur (UTC−4) | Jhon Arias 5' Jhon Córdoba 25' Luis Díaz 41' |       |         | Pratt & Whitney Stadium, East Hartford Toeschouwers: 40.000 Scheidsrechter: Daniel Quintero (MEX) |

| Copa América 2024 |
| ----------------- |

|                                                                         |                                      |       |                  |                                                                               |
| 24 juni Copa América Groep D № 627 «onderlinge duels» 17:00 uur (UTC−5) | Colombia                             | 2 – 1 | Paraguay         | NRG Stadium, Houston Toeschouwers: 67.059 Scheidsrechter: Darío Herrera (ARG) |
| 24 juni Copa América Groep D № 627 «onderlinge duels» 17:00 uur (UTC−5) | Daniel Muñoz 32' Jefferson Lerma 42' |       | 69' Julio Enciso | NRG Stadium, Houston Toeschouwers: 67.059 Scheidsrechter: Darío Herrera (ARG) |

|                                                                         |                                                            |       |            |                                                                                        |
| 28 juni Copa América Groep D № 628 «onderlinge duels» 15:00 uur (UTC−7) | Colombia                                                   | 3 – 0 | Costa Rica | State Farm Stadium, Glendale Toeschouwers: 27.386 Scheidsrechter: Gustavo Tejera (URU) |
| 28 juni Copa América Groep D № 628 «onderlinge duels» 15:00 uur (UTC−7) | Luis Díaz 31' (pen.) Davinson Sánchez 59' Jhon Córdoba 62' |       |            | State Farm Stadium, Glendale Toeschouwers: 27.386 Scheidsrechter: Gustavo Tejera (URU) |

|                                                                        |              |       |                    |                                                                                         |
| 2 juli Copa América Groep D № 629 «onderlinge duels» 18:00 uur (UTC−7) | Brazilië     | 1 – 1 | Colombia           | Levi's Stadium, Santa Clara Toeschouwers: 70.971 Scheidsrechter: Jesús Valenzuela (VEN) |
| 2 juli Copa América Groep D № 629 «onderlinge duels» 18:00 uur (UTC−7) | Raphinha 12' |       | 45+2' Daniel Muñoz | Levi's Stadium, Santa Clara Toeschouwers: 70.971 Scheidsrechter: Jesús Valenzuela (VEN) |

|                                                                            | |       |        |                                                                                          |
| 6 juli Copa América Kwartfinale № 630 «onderlinge duels» 15:00 uur (UTC−7) | Colombia                                                                                            | 5 – 0 | Panama | State Farm Stadium, Glendale Toeschouwers: 39.740 Scheidsrechter: Maurizio Mariani (ITA) |
| 6 juli Copa América Kwartfinale № 630 «onderlinge duels» 15:00 uur (UTC−7) | Jhon Córdoba 8' James Rodríguez 15' (pen.) Luis Díaz 41' Richard Ríos 70' Miguel Borja 90+4' (pen.) |       |        | State Farm Stadium, Glendale Toeschouwers: 39.740 Scheidsrechter: Maurizio Mariani (ITA) |

|                                                                              |         |                     |          |                                                                                                  |
| 10 juli Copa América Halve finale № 631 «onderlinge duels» 20:00 uur (UTC−4) | Uruguay | 0 – 1               | Colombia | Bank of America Stadium, Charlotte Toeschouwers: 70.644 Scheidsrechter: César Arturo Ramos (MEX) |
| 10 juli Copa América Halve finale № 631 «onderlinge duels» 20:00 uur (UTC−4) |         | 39' Jefferson Lerma |          | Bank of America Stadium, Charlotte Toeschouwers: 70.644 Scheidsrechter: César Arturo Ramos (MEX) |

|                                                                        |                       |              |          |                                                                                           |
| 14 juli Copa América Finale № 632 «onderlinge duels» 21:22 uur (UTC−4) | Argentinië            | 1 – 0 (n.v.) | Colombia | Hard Rock Stadium, Miami Gardens Toeschouwers: 65.300 Scheidsrechter: Raphael Claus (BRA) |
| 14 juli Copa América Finale № 632 «onderlinge duels» 21:22 uur (UTC−4) | Lautaro Martínez 112' |              |          | Hard Rock Stadium, Miami Gardens Toeschouwers: 65.300 Scheidsrechter: Raphael Claus (BRA) |

|  |  |  |  |  |  |  |  |  |

|                                                                             |                       |       |               |                                                               |
| 6 september WK 2026 kwalificatie № 633 «onderlinge duels» 20:30 uur (UTC−5) | Peru                  | 1 – 1 | Colombia      | Estadio Nacional, Lima Scheidsrechter: Esteban Ostojich (URU) |
| 6 september WK 2026 kwalificatie № 633 «onderlinge duels» 20:30 uur (UTC−5) | Alexander Callens 68' |       | 82' Luis Díaz | Estadio Nacional, Lima Scheidsrechter: Esteban Ostojich (URU) |

|                                                                              |                                                |       |                      | |
| 10 september WK 2026 kwalificatie № 634 «onderlinge duels» 15:30 uur (UTC−5) | Colombia                                       | 2 – 1 | Argentinië           | Estadio Metropolitano Roberto Meléndez, Barranquilla Toeschouwers: 45.000 Scheidsrechter: Piero Maza (CHI) |
| 10 september WK 2026 kwalificatie № 634 «onderlinge duels» 15:30 uur (UTC−5) | Yerson Mosquera 25' James Rodríguez 60' (pen.) |       | 48' Nicolás González | Estadio Metropolitano Roberto Meléndez, Barranquilla Toeschouwers: 45.000 Scheidsrechter: Piero Maza (CHI) |

|                                                                            |                     |       |          | |
| 10 oktober WK 2026 kwalificatie № 635 «onderlinge duels» 16:00 uur (UTC−4) | Bolivia             | 1 – 0 | Colombia | Estadio Municipal de El Alto, El Alto Toeschouwers: 17.191 Scheidsrechter: Wilton Pereira Sampaio (BRA) |
| 10 oktober WK 2026 kwalificatie № 635 «onderlinge duels» 16:00 uur (UTC−4) | Miguel Terceros 58' |       |          | Estadio Municipal de El Alto, El Alto Toeschouwers: 17.191 Scheidsrechter: Wilton Pereira Sampaio (BRA) |

|                                                                            |                                                                         |       |       | |
| 15 oktober WK 2026 kwalificatie № 636 «onderlinge duels» 15:30 uur (UTC−5) | Colombia                                                                | 4 – 0 | Chili | Estadio Metropolitano Roberto Meléndez, Barranquilla Toeschouwers: 45.000 Scheidsrechter: Jesús Valenzuela (VEN) |
| 15 oktober WK 2026 kwalificatie № 636 «onderlinge duels» 15:30 uur (UTC−5) | Davinson Sánchez 34' Luis Díaz 52' Jhon Durán 84' Luis Sinisterra 90+3' |       |       | Estadio Metropolitano Roberto Meléndez, Barranquilla Toeschouwers: 45.000 Scheidsrechter: Jesús Valenzuela (VEN) |

|                                                                             |                                                                      |       |                                               |                                                                                        |
| 15 november WK 2026 kwalificatie № 637 «onderlinge duels» 21:00 uur (UTC−3) | Uruguay                                                              | 3 – 2 | Colombia                                      | Estadio Centenario, Montevideo Toeschouwers: 33.400 Scheidsrechter: Kevin Ortega (PER) |
| 15 november WK 2026 kwalificatie № 637 «onderlinge duels» 21:00 uur (UTC−3) | Davinson Sánchez 57' (e.d.) Rodrigo Aguirre 60' Manuel Ugarte 90+13' |       | 31' Juan Fernando Quintero 90+6' Andrés Gomez | Estadio Centenario, Montevideo Toeschouwers: 33.400 Scheidsrechter: Kevin Ortega (PER) |

|                                                                             |          |                   |         | |
| 19 november WK 2026 kwalificatie № 638 «onderlinge duels» 18:00 uur (UTC−5) | Colombia | 0 – 1             | Ecuador | Estadio Metropolitano Roberto Meléndez, Barranquilla Toeschouwers: 37.316 Scheidsrechter: Esteban Ostojich (URU) |
| 19 november WK 2026 kwalificatie № 638 «onderlinge duels» 18:00 uur (UTC−5) |          | 7' Enner Valencia |         | Estadio Metropolitano Roberto Meléndez, Barranquilla Toeschouwers: 37.316 Scheidsrechter: Esteban Ostojich (URU) |

### 2025
|                                                                          |                                          |       |               | |
| 20 maart WK 2026 kwalificatie № 639 «onderlinge duels» 21:45 uur (UTC−3) | Brazilië                                 | 2 – 1 | Colombia      | Estádio Nacional Mané Garrincha, Brasilia Toeschouwers: 70.027 Scheidsrechter: Alexis Herrera (VEN) |
| 20 maart WK 2026 kwalificatie № 639 «onderlinge duels» 21:45 uur (UTC−3) | Raphinha 6' (pen.) Vinícius Júnior 90+9' |       | 41' Luis Díaz | Estádio Nacional Mané Garrincha, Brasilia Toeschouwers: 70.027 Scheidsrechter: Alexis Herrera (VEN) |

|                                                                          |                             |       |                                      | |
| 25 maart WK 2026 kwalificatie № 640 «onderlinge duels» 19:00 uur (UTC−5) | Colombia                    | 2 – 2 | Paraguay                             | Estadio Metropolitano Roberto Meléndez, Barranquilla Toeschouwers: 42.262 Scheidsrechter: Facundo Tello (ARG) |
| 25 maart WK 2026 kwalificatie № 640 «onderlinge duels» 19:00 uur (UTC−5) | Luis Díaz 1' Jhon Durán 13' |       | 45+4' Júnior Alonso 62' Julio Enciso | Estadio Metropolitano Roberto Meléndez, Barranquilla Toeschouwers: 42.262 Scheidsrechter: Facundo Tello (ARG) |

|                                                           |          |   |      |                               |
| juni WK 2026 kwalificatie № 641 «onderlinge duels» n.n.b. | Colombia | – | Peru | n.n.b. Scheidsrechter: n.n.b. |
| juni WK 2026 kwalificatie № 641 «onderlinge duels» n.n.b. |          |   |      | n.n.b. Scheidsrechter: n.n.b. |

|                                                           |            |   |          |                               |
| juni WK 2026 kwalificatie № 642 «onderlinge duels» n.n.b. | Argentinië | – | Colombia | n.n.b. Scheidsrechter: n.n.b. |
| juni WK 2026 kwalificatie № 642 «onderlinge duels» n.n.b. |            |   |          | n.n.b. Scheidsrechter: n.n.b. |

|                                                                |          |   |         |                               |
| september WK 2026 kwalificatie № 643 «onderlinge duels» n.n.b. | Colombia | – | Bolivia | n.n.b. Scheidsrechter: n.n.b. |
| september WK 2026 kwalificatie № 643 «onderlinge duels» n.n.b. |          |   |         | n.n.b. Scheidsrechter: n.n.b. |

|                                                                |           |   |          |                               |
| september WK 2026 kwalificatie № 644 «onderlinge duels» n.n.b. | Venezuela | – | Colombia | n.n.b. Scheidsrechter: n.n.b. |
| september WK 2026 kwalificatie № 644 «onderlinge duels» n.n.b. |           |   |          | n.n.b. Scheidsrechter: n.n.b. |

Colfútbol · A-internationals · Selecties · Statistieken · Bondscoaches · Colombiaans vrouwenelftal · Olympisch elftal · Colombia U20 · Colombia U17
1938 – 1949 ·
1950 – 1959 ·
1960 – 1969 ·
1970 – 1979 ·
1980 – 1989 ·
1990 – 1999 ·
2000 – 2009 ·
2010 – 2019 ·
2020 – 2029
WK 1962 · 
WK 1990 · 
WK 1994 · 
WK 1998 · 
WK 2014 · 
WK 2018
OS 1968 · 
OS 1972 · 
OS 1980 · 
OS 1992 · 
OS 2016
1938 · 
1939 · 1940 · 1941 · 1942 · 1943 · 1944 · 
1946 · 
1947 · 
1948 · 
1949 · 
1950 · 1951 · 1952 · 1953 · 1954 · 1955 · 1956 · 
1957 · 
1958 · 1959 · 1960 · 
1961 · 
1962 · 
1963 · 
1964 · 
1965 · 
1966 · 
1967 · 
1968 · 
1969 · 
1970 · 
1971 · 
1972 · 
1973 · 
1974 · 
1975 · 
1976 · 
1977 · 
1978 · 
1979 · 
1980 · 
1981 · 
1982 · 
1983 · 
1984 · 
1985 · 
1986 · 
1987 · 
1988 · 
1989 · 
1990 ·
1991 · 
1992 · 
1993 · 
1994 · 
1995 · 
1996 · 
1997 · 
1998 · 
1999 · 
2000 · 
2001 · 
2002 · 
2003 · 
2004 · 
2005 · 
2006 · 
2007 · 
2008 · 
2009 · 
2010 · 
2011 · 
2012 · 
2013 · 
2014 · 
2015 · 
2016 · 
2017 ·
2018 ·
2019 ·
2020 ·
2021
Algerije ·
Argentinië ·
Australië ·
Bahrein ·
België ·
Bolivia · 
Brazilië ·
Canada ·
Chili ·
China · 
Costa Rica ·
Cuba ·
DDR ·
Duitsland ·
Ecuador ·
Egypte ·
El Salvador ·
Engeland ·
Finland ·
Frankrijk ·
Griekenland ·
Guatemala · 
Haïti ·
Honduras ·
Hongarije ·
Hongkong ·
Ierland ·
Irak ·
Israël ·
Ivoorkust ·
Jamaica ·
Japan ·
Joegoslavië ·
Jordanië ·
Kameroen ·
Koeweit · 
Liberia · 
Marokko ·
Mexico ·
Montenegro ·
Nederland ·
Nederlandse Antillen ·
Nicaragua ·
Nieuw-Zeeland · 
Nigeria ·
Noord-Ierland ·
Noorwegen ·
Panama ·
Paraguay ·
Peru ·
Polen ·
Puerto Rico ·
Qatar ·
Roemenië ·
Saoedi-Arabië ·
Schotland ·
Senegal ·
Servië ·
Slovenië ·
Slowakije ·
Sovjet-Unie ·
Spanje ·
Trinidad en Tobago ·
Tsjecho-Slowakije ·
Tunesië · 
Turkije · 
Uruguay ·
Venezuela ·
Verenigde Arabische Emiraten · 
Verenigde Staten ·
Zuid-Afrika ·
Zuid-Korea ·
Zweden ·
Zwitserland
Brazilië (2014) ·
Engeland (2018) ·
Griekenland (2014) ·
Ivoorkust (2014) ·
Japan (2014) ·
Japan (2018) ·
Polen (2018) ·
Senegal (2018) ·
Uruguay (2014)
CONMEBOL: Argentinië · Bolivia · Brazilië · Chili · Colombia · Ecuador · Paraguay · Peru · Uruguay · Venezuela

UEFA: Albanië · Andorra · Armenië · Azerbeidzjan · België · Bosnië en Herzegovina · Bulgarije · Cyprus · Denemarken · Duitsland · Engeland · Estland · Faeröer · Finland · Frankrijk · Georgië · Gibraltar · Griekenland · Hongarije · IJsland · Ierland · Israël · Italië · Kazachstan · Kosovo · Kroatië · Letland · Liechtenstein · Litouwen · Luxemburg · Malta · Moldavië · Montenegro · Nederland · Noord-Ierland · Noord-Macedonië · Noorwegen · Oekraïne · Oostenrijk · Polen · Portugal · Roemenië · Rusland · San Marino · Schotland · Servië · Slovenië · Slowakije · Spanje · Tsjechië · Turkije · Wales · Wit-Rusland · Zweden · Zwitserland

AFC: Australië · China · Irak · Iran · Japan · Libanon · Oezbekistan · Oman · Qatar · Saoedi-Arabië · Syrië · Verenigde Arabische Emiraten · Vietnam · Zuid-Korea

CAF: Algerije · Burkina Faso · Congo-Kinshasa · Egypte · Ghana · Ivoorkust · Kaapverdië · Kameroen · Mali · Marokko · Nigeria · Senegal · Tunesië · Zuid-Afrika

CONCACAF: Canada · Costa Rica · Curaçao · El Salvador · Honduras · Jamaica · Mexico · Panama · Suriname · Verenigde Staten

OFC: Nieuw-Zeeland